# Troisgots
Troisgots település Franciaországban, Manche megyében. Lakosainak száma 343 fő (2018. január 1.). Troisgots Saint-Romphaire, Brectouville, Condé-sur-Vire, Domjean, Fervaches, Le Mesnil-Opac, Le Mesnil-Raoult és Moyon-Villages községekkel határos.

## Népesség
A település népessége az elmúlt években az alábbi módon változott:
| Lakosok száma | 376  | 361  | 318  | 316  | 302  | 290  | 311  | 325  | 339  | 343  |
|               | 1968 | 1975 | 1982 | 1990 | 1999 | 2011 | 2013 | 2015 | 2017 | 2018 |